# Tygmärke

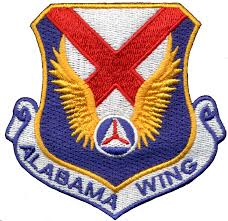

Tygmärke är en tyglapp med broderat eller tryckt motiv som kan sys fast på klädesplagg. 
Tygmärken används på uniformer, och mer inofficiellt som souvenir, framförallt av scouter och på högskolestuderandes studentoveraller.